# Liste bedeutender Geigenbauer
Diese Liste bedeutender Geigenbauer gibt einen Überblick bedeutender Geigenbauer aus den verschiedenen Regionen und Epochen. Die von ihnen gebauten Instrumente sind in der Fachliteratur oft mehrfach ausführlich besprochen worden.

## 16. bis 18. Jahrhundert

### Italien
- Gasparo Bertolotti (Gasparo da Salò) (1540–1609), Geigenbauer in Brescia
- Giovanni Paolo Maggini (1580– ca. 1632), Geigenbauer in Brescia
- Valentino Siani (1595–1672), Geigenbauer in Florenz
- Francesco Ruggeri (1630–1698), Geigenbauer in Cremona
- Giambattista Rogeri (1650–1730) und Pietro Giacomo Rogeri (1665–1724), Geigenbauer in Brescia
- Matteo Goffriller (1659–1742), Geigenbauer in Venedig
- Antonio Stradivari (1648–1737), Geigenbauer in Cremona
- Carlo Giuseppe Testore (ca. 1660–1737), Geigenbauer in Mailand
- Giovanni Battista Guadagnini (1711–1786), Geigenbauer in Turin
- Domenico Montagnana (1686–1750), Geigenbauer in Venedig
- Tommaso Balestrieri (1720–1788/1790), Geigenbauer in Cremona und in Mantua
- Carlo Bergonzi (1683–1747), Geigenbauer in Cremona
- sowie zahlreiche weitere Mitglieder der Familien Amati, Bergonzi, Balestrieri, Gagliano, Grancino, Guarneri, Guadagnini, Rogeri, Testore, Tieffenbrucker ...

### Deutschland
- David Tecchler (1666–1747), wirkte hauptsächlich in Italien
- Caspar Tieffenbrucker (* 1514 bei Füssen; † 1570 Lyon) war einer der frühesten Vertreter des Geigenbaus, ein weiter Familienzweig ließ sich in Italien nieder.
- Familie Stoß aus Füssen
- Simpert Niggel (1710–1785), bekanntester Füssener Geigenbauer des 18. Jahrhunderts
- Andreas Resle (1695–1756), Füssener Geigenbauer
- Matthias Klotz (1653–1742), Lauten- und Geigenbauer, Begründer des Mittenwalder Geigenbaus, und seine Nachkommen
- Franz Knitl (1744–1791), Geigen- und Lautenbauer aus Mittenwald
- August Friedrich Kochendörfer (1873–1913), Geigen- und Lautenbauer in Mittenwald, ab 1906 Vorstand der Mittenwalder Geigenschule
- Familie Neuner, Geigenbauer aus Mittenwald
- Leopold Widhalm (1722–1776), Geigenbauer in Nürnberg
- Heberlein (19. Jahrhundert), Geigenbauerfamilie in Markneukirchen in Sachsen
- Caspar Hopf (auch: Hopff; 1650–1711), gilt als der erste Geigenbauer von Klingenthal
- Familie Klemm aus Randeck, begründeten die Bezeichnung des Ortes als ältestes Geigenbauerdorf des Erzgebirges
- Familie Straub (17. – 18. Jahrhundert) war über zehn Generationen die bedeutendste Geigenbauerdynastie des Hochschwarzwaldes.
- Johann Christian Ficker III. (1758–1822), Geigenbauer in Markneukirchen[1]

### Österreich
- Jakob Stainer (1618–1683), Geigenbauer in Absam, bis nach 1800 hatten seine Instrumente nördlich der Alpen einen besseren Ruf als die italienischen.
- Johann Georg Thir (1710–1781) und sein Sohn Matthias Thir (1736–1806), Geigenbauer in Wien
- Franz Geissenhof (1753–1821), Geigenbauer in Wien
- Johann Martin Stoß (1778–1838), Geigenbauer aus Füssen, später in Wien, stammte aus der bedeutenden Geigenbauerfamilie Stoß
- Matthias Alban (1634–1712), Tiroler Geigen- und Lautenbauer
- Andreas Ferdinand Mayr (1693–1764), Hof-Lauten- und Geigenmacher in Salzburg[2]

### Frankreich
- Gasparo Duiffopruggar (vor 1575–nach 1582), Sohn von Caspar Tieffenbrucker, Lauten- und Geigenmacher in Paris und Lyon
- zahlreiche gute Geigenbauer in Paris und Lothringen, vor allem aus der Gegend um Mirecourt und Nancy. Insbesondere die Familie Vuillaume aus Mirecourt stellt zahlreiche Geigenbauer.

### Niederlande
- Hendrik Jacobs (1629–1704)
- Pieter Rombouts (1667–1740)
- die Mitglieder der Familie Cuypers (Kuypers) im 18. und 19. Jahrhundert

### Polen
- Marcin Groblicz (um 1540–1609) (vermutlich Schüler von Gasparo da Salò)

## 19. Jahrhundert

### Italien
- Lorenzo Storioni (1744–1816), Geigenbauer in Cremona
- Giovanni Battista Ceruti (1756–1817), Geigenbauer in Cremona
- Giuseppe Antonio Ceruti (1785–1860), italienischer Geigenbauer
- Enrico Ceruti (1806–1883), italienischer Geigenbauer
- Giovanni Francesco Pressenda (1777–1854), Geigenbauer in Turin

### Österreich
- Franz Herzlieb (um 1797 – 1861), Holzschnitzer und Geigenbauer in Graz

### Deutschland
- Wilhelm Busch (1861–1929), Geigenbauer in Köln, Siegen, Siegburg, Duisburg, Bochum
- Louis Noebe (1843–1931), Geigenbauer in Bad Homburg
- Rautmann, Geigenbauer-Familie (1818–2008) aus Braunschweig, deren Werkstatt 1844 gegründet wurde
- Jean Vauchel (1782–1856), hauptsächlich in Deutschland tätiger Geigenbauer französischer Abstammung
- August Riechers (1836–1893), auf den Wunsch seines Freundes, des Geigers Joseph Joachim zog er 1872 nach Berlin

### Frankreich
- Nicolas Lupot (1758–1824), Geigenbauer in Paris
- Jean Baptiste Vuillaume (1798–1875), einflussreichster französischer Geigenbauer des 19. Jahrhunderts
- François Chanot (1788–1825), Schüler von Vuillaume, Schöpfer der Chanot-Violine
- Gustave Bernardel (1832–1904), Geigenbauer in Paris
- Paul Blanchard (1851–1912), Geigenbauer in Paris
- Nicolas Eugène Simoutre (1834–1908) Geigenbauer in Strassburg, Basel und Paris

### England
- Henry Hill (1774–1835), Geigenbauer in London
- William Ebsworth Hill (1817–1895), Geigenbauer und Gründer von W.E. Hill & Sons

### Japan
- Suzuki Masakichi (1859–1944), 1888 der Gründer der ersten Violinfabrik Japans

### Russland
- Nikolai Kittel (1805–1868), Geigen- und Bogenbauer

## 20./21. Jahrhundert

### Italien
- Igino Sderci (1884 – 1983), Florenz
- Rocchi Sesto (1909 – 1991), Reggio Emilia
- Otello Bignami (1914 – 1989), Bologna
- Simone Fernando Sacconi (1895 – 1973), Rom, New York

#### Noch tätig
- Roberto Regazzi (* 1956), Bologna
- Alessandro Ciciliati (* 1959), Cona-Ferrara, Lenzkirch/Saig
- Igor Moroder (* 1961), Verona
- Filippo Fasser (* 1967), Brescia
- Demetrio Demetri (* 1968 ?), Cremona

### Österreich

#### Noch tätig
- Julia Maria Pasch (* 1986), Wien[3][4]

### Deutschland
- Alfred Stelzner (1852– 1906), Dresden
- Georg Winterling (1859– 1929), Hamburg, Krailling b. München
- Giuseppe Fiorini (1861–1934) italienisch-deutscher Geigenbauer, München
- Otto Möckel (1869– 1937), Berlin
- August Wunderlich (≈1900–?), Markneukirchen
- Günther Hellwig (1903–1985), Lübeck
- Ludwig Closner (1904–1976), München, Mittenwald
- Fritz Steiner (Geigenbauer) (1908–?), Würzburg
- Herbert Moritz Mönnig (1909–1999), Markneukirchen, 1934–1975 im Musikhaus Johannes Jehle, Ebingen/Württ.
- Olga Adelmann (1913–2000), erste Geigenbaumeisterin der Welt, Berlin
- Karl Montag (1917–1982), Geigenbauer und Kunstmaler
- Joseph Kantuscher (1923–2015), Mittenwald
- Hans Schicker (1924–2001), Freiburg
- Wolfgang A. Uebel (1932–2021), Geigenbauer aus einer vogtländischen Geigenbaufamilie
- Wilhelm Brückner (1932–2025), Erfurt

#### Noch tätig
- Christoph Götting (* 1948), Wiesbaden
- Roger Graham Hargrave (* 1948), Bremen (in Leeds geboren)
- Marc de Sterke (* 1948), Emmendingen bei Freiburg
- Peter Erben (* 1955), München
- Alessandro Ciciliati (* 1959), Cona-Ferrara, Lenzkirch/Saig
- Günter H. Lobe (* 1961), Bubenreuth
- Ekkard Seidl (* 1963), Markneukirchen
- Felix Scheit (* 1964), Berlin
- Julia Dimitroff (* 1964), Berlin
- Martin Schleske (* 1965), Geigenbaumeister und Schriftsteller in München
- Stefan-Peter Greiner (* 1966), Stuttgart
- Stefan Becker (* 1978), Staufen (Breisgau)
- Philipp Manuel Augustin (* 1985), Staufen (Breisgau)
- Ferdinand Seidl (* 1992), Fürth
- Wolfgang Schnabl (* 1963), Bubenreuth[5]
- Jörg Wunderlich (* 1967), Markneukirchen

### Schweiz
- J. Emile Züst (1846 – 1946), Zürich
- Paul Meinel (1865 – 1928), Basel
- August Meinel (1868 – 1961), Liestal
- Jean Werro (1868 – 1938) und Henry Werro (* 1896), Bern
- Gustav Lütschg (1870 – 1947), Bern
- Friedrich Alois (Fritz) Sprenger (1879 – 1936), St. Gallen
- Alfred Vidoudez (1879 – 1943), Genf
- Gustav Senn (1888 – 1971), Basel
- Gerhard Lütschg (* 1890), Bern
- Fritz Baumgartner I (* 1891) und II (* 1924), Basel
- Alfred von Niederhäusern (1902 – 1969), Luzern
- Karl Friedrich Schneider (1905 – 1998), Geigen- und Gitarrenbauer in Riehen
- Henry Jean Vermeer (1906 – 1965), Basel
- Pierre Vidoudez (* 1907), Genf
- Adolf König (Geigenbauer) (1908 – 2000), Leiter der Geigenbauschule Brienz
- Paul Senn (* 1919), Basel
- Phillip Cray, Geigenbauer englischer Abstammung in Basel[6]
- Michael Rhonheimer (* 1955), Baden
- Otto Karl Schenk (* 1952), Bern

### Frankreich
- Étienne Vatelot (1925 – 2013), Paris
- Bernard Millant (* 1929), Paris
- Jean-Frédéric Schmitt (1937 – 2012), Lyon
- Maître PAULE, Orléans

#### Noch tätig
- Loic Le Canu (* 1950 ?), Paris
- Jean Bauer, Angers
- Maître Luthier PAULE, Orléans

### Spanien

#### Noch tätig
- David Bagué i Soler (* 1964), Barcelona

### Ungarn
- Friedrich Bangerius  1867–1918 Budapest/Ungarn

#### Noch tätig
- Gáspár László, lat. Ladislaus Caspar (* 1968), Pétfürdő

### Tschechien

#### Noch tätig
- Jan Baptista Špidlen (* 1967), Prag

### Japan
- Soroku Murata (1927–2020), der erste Geigenbaumeister aus Asien, Tokyo

### USA
- Sergio Peresson (1913 – 1991), Haddonfield, NJ

#### Noch tätig
- Scott Cao (* 1970 ?), Campbell, CA